# 悪攻罪
悪攻罪（恶攻罪）とは、文化大革命中に中国共産党中央と国務院によって出された「無産階級文化大革命中における公安工作の強化に関する若干の規定」（关于在无产阶级文化大革命中加强公安工作的若干规定。通称「公安六条」）中、第2条に規定された罪。偉大なる領袖毛主席の悪毒攻撃（恶毒攻击伟大领袖毛主席）罪の略。

## 概要
1967年1月13日に公布された公安六条の第2条では、毛沢東や林彪に対する批判者は反革命分子と規定された。
「凡是投寄反革命匿名信，秘密或公开张贴、散发反革命传单，写反动标语，喊反动口号，以攻击污蔑伟大领袖毛主席和他的亲密战友林彪同志的，都是现行反革命分子，应当依法惩办。」
この結果、毛沢東や林彪、江青、康生等の「無産階級司令部」を批判したり、悪口を言った者は処罰された。また、毛沢東は人民の太陽とされていたため太陽をバカにしたり、毛主席語録や毛沢東の肖像画や人民日報を汚したり破いたり壊したり破損しても、死刑とされることもあった。文革中悪攻罪によって最低でも10万人が処刑された。